# Villa Slavina
Villa Slavina (in sloveno Slavina) è un centro abitato della Slovenia, frazione del comune di Postumia.

## Storia
Il centro abitato apparteneva storicamente alla Carniola, ed era noto con il toponimo tedesco di Slawina e con quello sloveno di Slavina.
Dopo la prima guerra mondiale passò, come tutta la Venezia Giulia, al Regno d'Italia; il toponimo venne italianizzato in Villa Slavina, e il comune venne inserito nel circondario di Postumia della provincia di Trieste.
Secondo il censimento del 1921, l'8.50% della popolazione era italiana.
Dopo la seconda guerra mondiale il territorio passò alla Jugoslavia; attualmente Villa Slavina è frazione del comune di Postumia.